# 动机 (音乐)

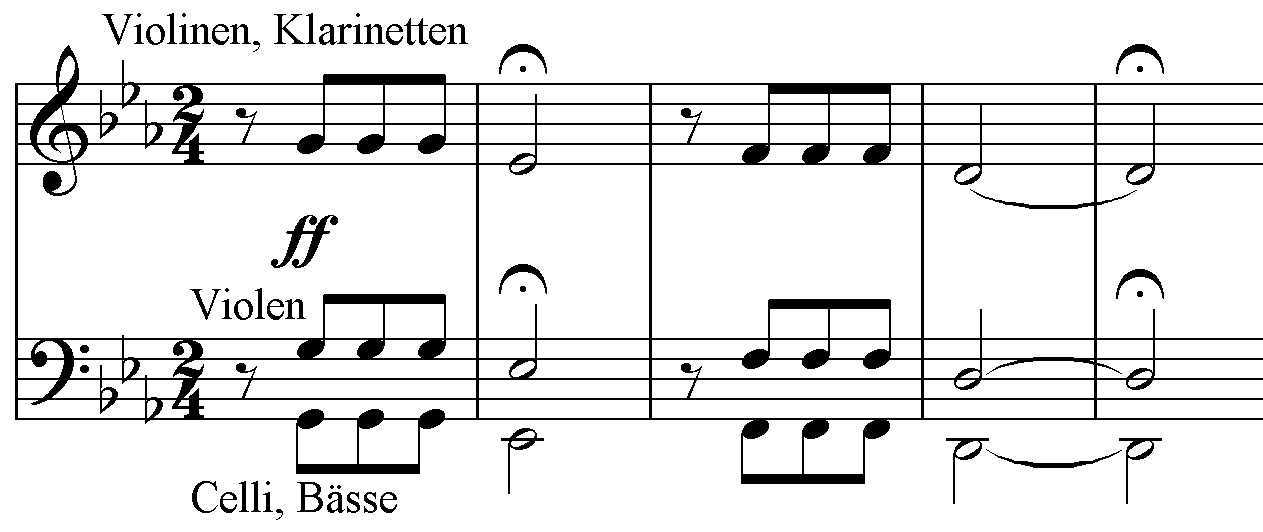
在贝多芬的《第五交響曲》（《命运交响曲》）中，一段四个音符的旋律成为了该作品中最重要的乐想，贯穿了其第一乐章的旋律、和弦。

音乐动机或乐想，音译为母题，是指作曲者在作曲时的一段简短的音乐灵感、反复再现的几个突出的音型、一小段音符构成的音乐片段，是构成音乐的基本材料。这些乐想通常奠定了该作品的主要基调，对作品有着特殊的意义：“乐想是可用来辨别音乐主题的最小单位。”
应注意的是，动机是乐思的一种，但两者不等价。乐思是指有表情意义的音乐片段，音乐的基本材料，其规模可大可小，小到几个音，大至完整的主题。而动机则必须是短小的。